# Triple Eight Race Engineering (Австралия)
Triple Eight Race Engineering — команда в автоспорте, один из лидеров австралийской серии туринговых автогонок «V8 Supercars».

## История команды
Создана британской группой Triple Eight Racing путём покупки Briggs Motorsport в 2003 году. Владелец Triple Eight Роланд Дан привлек финансирование со стороны Форда, и людей из Briggs Motorsport для побед. Позже, в 2005 году, Крейг Лаундс потерял чемпионат, несмотря на победу на 4 этапах. Джейми Уинкап сменил Стива Эллери в 2006 году, подтвердив свою скорость победой на открывающем этапе в Аделаиде, и сделал затем большой вклад в победу вместе Крейгом Лаундсом в Super Cheap Auto 1000, опередив Рика Келли. Зарубежные гонщики, датчанин Алан Симонсен и ольстерец Ричард Лайонс были вторыми пилотами в длинных гонках.
Побед в Bathurst: 1